# Geleidehond

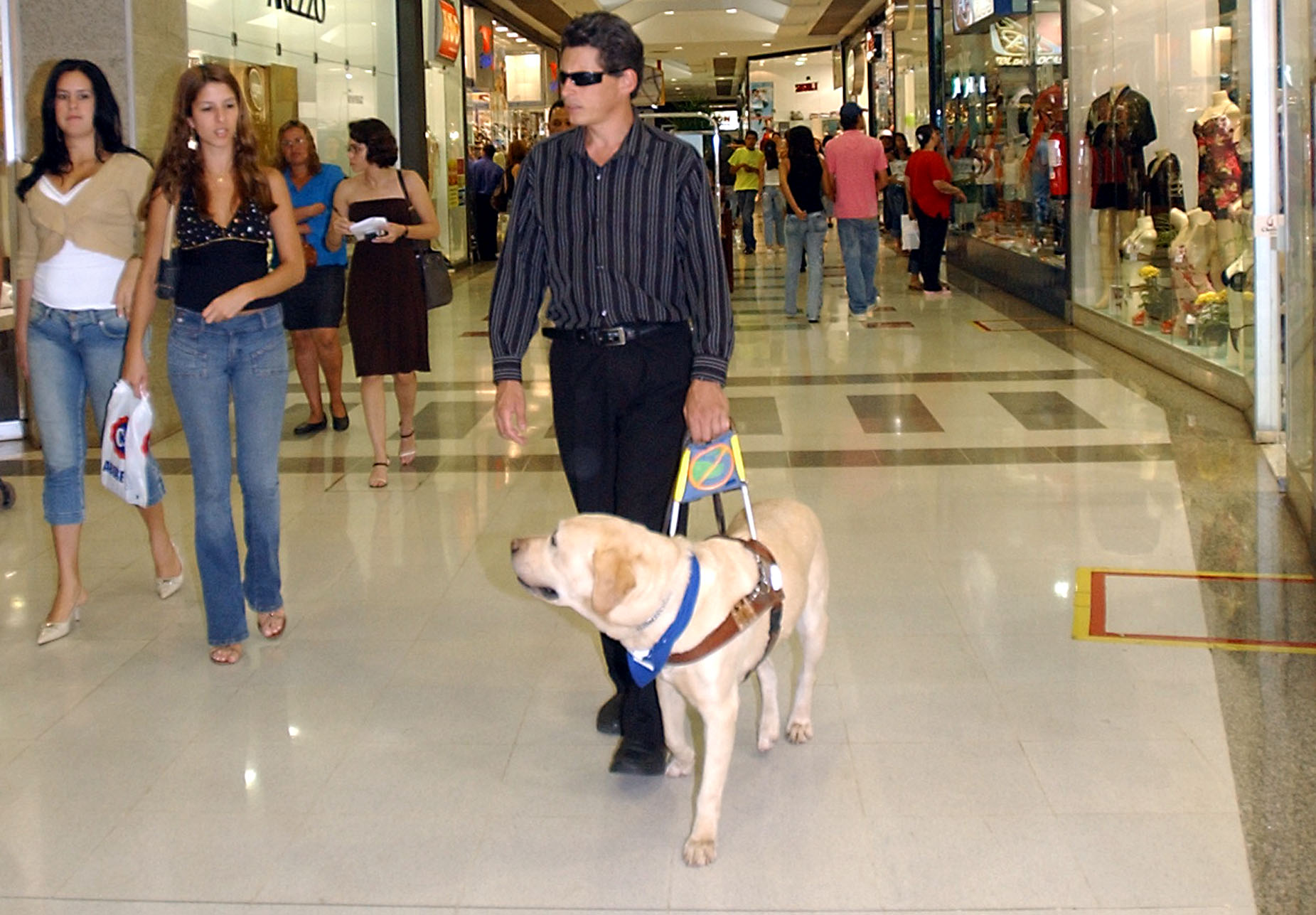
Een blindengeleidehond in actie.

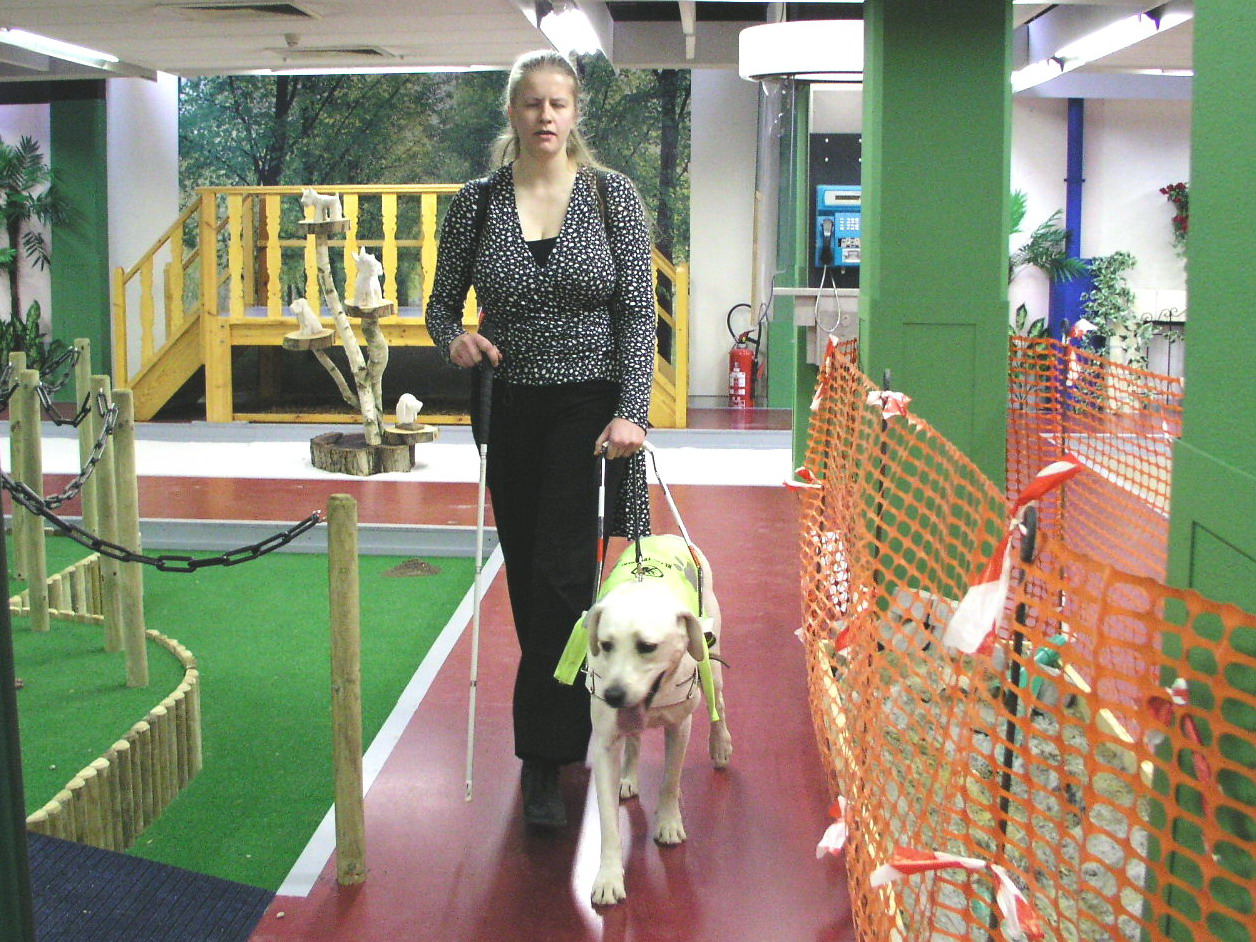
Een blinde leert omgaan met een geleidehond op het parcours van de Brailleliga

Geleidehonden (ook wel blindengeleidehonden genoemd) zijn assistentiehonden die speciaal zijn geselecteerd en getraind om blinden en zwaar slechtzienden veilig door het verkeer en langs obstakels te leiden, zoals containers, op de stoep geparkeerde fietsen, laaghangende takken en zonweringen. Zo kunnen de baas en de hond overal veilig langs en onder door.
Een bekend misverstand is dat geleidehonden zelf de weg zouden weten. Echter, de blinde moet zelf de route kennen en de hond sturen met commando's. Tijdens de route geeft de hond bepaalde punten, zoals stoepranden en zijstraten, aan ter oriëntering. Daarnaast kan een aantal commando's gebruikt worden om de hond bepaalde zaken aan te laten geven, zoals zoek de zebra, de brievenbus, een deur, een zitplaats en nog talloze andere zaken. Op plaatsen waar de hond vaak komt, weet hij zelf de weg. Komt de boodschappentas tevoorschijn, dan weet hij dat er gewinkeld gaat worden. De hond loopt dan zelf de goede kant uit. 
Een geleidehond mag tijdens zijn werk, zolang hij de geleidebeugel draagt, niet gevoerd of geaaid worden, dat leidt de hond af van zijn werk en de hond moet weten dat er op dat moment gewerkt moet worden. Het is belangrijk dat andere personen zich beheersen. Draagt het dier de geleidebeugel niet, dan weet het dat het even vrije tijd heeft.
Een van de belangrijkste taken van een blindengeleidehond is zijn intelligente ongehoorzaamheid. Kort gezegd betekent dit, dat een geleidehond een commando weigert als dit gevaar oplevert voor hem en zijn baas.

## Nederland
In Nederland worden de blindengeleidehonden opgeleid en afgeleverd door vijf verschillende opleidingsscholen die alle lid zijn van de Internationale Federatie van Blindengeleidehondenscholen (IGDF). Voor dit doel wordt vaak de labrador-retriever, golden retriever, Duitse herder of een kruising van deze rassen gebruikt. De Australische labradoodle, een kruising tussen labrador en poedel, is doelbewust gefokt om een geleidehond te verkrijgen die geen of weinig allergische reacties oproept.
Speciaal voor mensen met autismespectrumstoornis bestaan er ook autismegeleidehonden.